# Верхньомамбетово
Верхньомамбе́тово (рос. Верхнемамбетово, башк. Үрге Мәмбәт) — присілок (колишнє селище) у складі Баймацького району Башкортостану, Росія. Входить до складу Акмурунської сільської ради.
Населення — 162 особи (2010; 180 в 2002).
Національний склад:
- башкири — 97%